# PDF-417
Le PDF417 (ou PDF-417) est un format de code-barres à 2 dimensions.
PDF signifie Portable Data File en référence à sa grande capacité de stockage (2710 caractères).
L'encodage se fait en deux étapes : tout d'abord, les données sont converties en "mots-clés" (Encodage de haut niveau) puis ceux-ci sont convertis en motifs de barres et d'espaces (Encodage de bas niveau). De plus, un système de correction des erreurs à plusieurs niveaux est inclus, il permet de reconstituer des données mal imprimées, effacées, floues ou arrachées. 
1. Le code se compose de 3 à 90 lignes.
2. Une ligne est composée de 1 à 30 colonnes de données.
3. Si nécessaire, un mécanisme nommé "Macro PDF417" permet de répartir plus de données sur plusieurs codes-barres.
4. Le niveau de correction des erreurs va de 0 à 8.

Exemple :